# Вълча нощ
Вълча нощ (на македонска литературна норма: Волчја ноќ) е вторият игрален пропаганден филм от Социалистическа Република Македония от 1955 година. Режисьор на филма е Франце Щиглиц, а сценарист Славко Яневски. Главните роли се изпълняват от Трайко Цоревски (Стане), Илия Джувалековски (Божин), Драгомир Фелба (Марко), Драги Кръстевски (Благоя), Савета Малинска (Вела) и Петър Пърличко (Паун).
Действието във филма се развива в края на 1942 година – началото на 1943 година, по време на българското управление във Вардарска Македония през Втората световна война. Постепенно силата на комунистическата съпротива във Вардарска Македония нараства, заради което започва българско настъпление в планинска част. За една вечер партизаните са разпръснати, повечето от тях са убити или заловени и екзекутирани, оцеляват Божин и Марко.